# Rubajjaty Omara Chajjama
Rubajjaty Omara Chajjama - zbiór poetyckich czterowierszy (rubajjatów), perskiego astronoma, matematyka i filozofa Omara Chajjama. 
Formę rubajjatu przyswoił dla kultury europejskiej Edward FitzGerald tłumacząc właśnie Rubajjaty Omara Chajjama. W języku polskim wybór rubajjatów ukazywał się kilkukrotnie, m.in. w tłumaczeniu prof. Andrzeja Gawrońskiego.